# Carpiodes cyprinus
Carpiodes cyprinus és una espècie de peix de la família dels catostòmids i de l'ordre dels cipriniformes.

## Morfologia
- Els mascles poden assolir 66 cm de longitud total[3] i 2.940 g de pes.[4][5]

## Reproducció
És ovípar.

## Alimentació
Menja invertebrats bentònics.

## Hàbitat
És un peix d'aigua dolça i de clima temperat.

## Distribució geogràfica
Es troba a Nord-amèrica.